# El campamento
El campamento es un programa de televisión que se emitió por la cadena de televisión española Canal Plus. Es otro de los programas que emitió la cadena que poseen un claro fin educativo y nace a raíz del éxito cosechado por  Hermano mayor y Supernanny. El Campamento está basado en el exitoso formato británico Brat Camp, ganador de un premio Emmy.
Tras el éxito cosechado en la primera temporada, Canal Plus y Plural Entertainment produjeron una segunda temporada con Pedro García Aguado al cargo de otros ocho jóvenes.

## Argumento
Al frente de 'El Campamento' estará Pedro García Aguado, el "hermano mayor" de  Cuatro. El terapeuta y medallista olímpico vuelve a enfrentarse al reto de ayudar a jóvenes al límite, pero en esta ocasión, no será de uno en uno... Un grupo de ocho chicos de entre 18 y 22 años con graves problemas de conducta tendrá que convivir durante tres semanas aislado en un campamento de montaña. 
Será un viaje que cambiará sus vidas para siempre. Sin ningún tipo de comodidades ni privilegios, los chicos tendrán que respetar la disciplina de la vida en el campamento. Una experiencia de supervivencia en plena naturaleza, un choque brutal con su acomodada vida anterior que provocará situaciones extremas. Serán días difíciles, en un entorno hostil.

### Sin disciplina
Uno de los principales problemas de estos chicos es la falta de disciplina. Se han acostumbrado a no respetar nada ni a nadie. Por ello, en 'El campamento', deberán aprender a seguir estrictas normas de convivencia. Muchas de ellas están destinadas a que el grupo funcione de forma cohesionada. Normas tan elementales y necesarias para una buena convivencia como respetar a sus compañeros y al equipo, no consumir drogas ni alcohol o permanecer dentro de los límites del campamento deben ser asumidas por todos. Pero también hay otras, indispensables para formar parte de 'El Campamento', que sin embargo provocan gran rechazo entre los jóvenes como son la obligación de vestir un uniforme, la prohibición de usar pírsines y maquillaje y la limitación del tabaco. Al despojarse de su indumentaria y sus efectos personales, los chicos emprenden un ritual con el que inician el cambio hacia una nueva vida. Pero no es un proceso fácil. 'El Campamento' es un cambio radical para ellos. Las normas están muy claras y los responsables son muy estrictos con su cumplimiento.

### Trabajo en equipo
Una de las claves de 'El Campamento' es el trabajo en equipo. La confianza en los demás es fundamental y aquí, como ocurre en las actividades de alta montaña, el error de uno repercute en todos sus compañeros.
Los jóvenes irán eligiendo rotativamente un líder de grupo que se encarga de gestionar todo el trabajo del campamento y mediar en los conflictos. Periódicamente se realizan evaluaciones de los chicos para comprobar su evolución. Los mejores reciben un premio, los peores, una sanción.
Los participantes de esta terapia de alta montaña tendrán, en grupo o de manera individual, charlas con la psicóloga del equipo, Sonia Cervantes, que les ayudará a tratar los principales problemas que les han llevado a su situación actual (problemas de conducta, de autocontrol, gestión de la rabia).

### Retos en la naturaleza
La estricta disciplina de la montaña es la más adecuada para integrar en los chicos actitudes que contribuyen a su desarrollo personal. Los retos que les ofrece la naturaleza les ayudarán a enfrentarse a sí mismos, a conocer sus límites y a superarlos. Deben marcarse objetivos alcanzables, deben prepararse para alcanzarlos y deben esforzarse hasta el final para conseguirlos.
Los jóvenes de 'El Campamento' realizarán actividades deportivas y de supervivencia en la montaña como rapel, espeleología, rafting, barranquismo, construcción de balsas o pesca. También harán rutas con diversos grados de dificultad, rutas en las que tendrán que aprender a orientarse, a dosificar las fuerzas y a confiar en sus monitores. Comprobarán la importancia de la planificación, la forma física y el material técnico.

## Reparto
- Pedro García Aguado: Campeón del mundo de waterpolo y medallista olímpico, Pedro García Aguado es un deportista de élite reconvertido en terapeuta. Su capacidad profesional y sus experiencias, marcadas por el éxito deportivo y las adicciones, hacen que sea la persona más indicada para manejar graves conflictos personales y familiares.

- Sonia Cervantes: Psicóloga especialista en adolescentes conflictivos, intentará hacer entrar en razón a los chicos de 'El Campamento'.

- Alberto Ayora: Es teniente coronel de la Unidad de Montaña del Ejército. En 'El Campamento' se encarga de supervisar las actividades deportivas y de montaña y enseña a los chicos a "gestionar el riesgo".

- Nacho Santisteban: Educador e integrador social en Centros de Menores, ayuda a chavales con problemas a integrarse en la sociedad. En 'El Campamento' se encarga de supervisar los trabajos y las tareas de los chicos.

## Audiencias
| Temporada | Temporada | Episodios | Estreno                  | Final                   | Audiencia media | Audiencia media | Audiencia media |
| Temporada | Temporada | Episodios | Estreno                  | Final                   | Espectadores    | Cuota           |                 |
| --------- | --------- | --------- | ------------------------ | ----------------------- | --------------- | --------------- | --------------- |
|           | 1         | 7         | 10 de septiembre de 2010 | 22 de octubre de 2010   | 1 233 000       | 7,9%            |                 |
|           | 2         | 7         | 7 de octubre de 2011     | 18 de noviembre de 2011 | 1 511 000       | 8,4%            |                 |
| Total     | Total     | 14        | 2010                     | -                       | 1 372 000       | 8,1%            |                 |

### Temporada 1: 2010
| Capítulo    | Título original                                       | Fecha de emisión         | Espectadores | Share |
| ----------- | ----------------------------------------------------- | ------------------------ | ------------ | ----- |
| Temporada 1 |                                                       |                          |              |       |
| 1           | «Programa 1 / Estreno y presentación de concursantes» | 10 de septiembre de 2010 | 1 231 000    | 9,6%  |
| 2           | «Programa 2»                                          | 17 de septiembre de 2010 | 1 300 000    | 8,4%  |
| 3           | «Programa 3»                                          | 24 de septiembre de 2010 | 1 211 000    | 7,8%  |
| 4           | «Programa 4»                                          | 1 de octubre de 2010     | 1 352 000    | 8,5%  |
| 5           | «Programa 5»                                          | 8 de octubre de 2010     | 1 046 000    | 6,1%  |
| 6           | «Programa 6 / Semifinal»                              | 15 de octubre de 2010    | 1 293 000    | 7,8%  |
| 7           | «Programa 7 / Final»                                  | 22 de octubre de 2010    | 1 198 000    | 7,0%  |

### Temporada 2: 2011
| Capítulo    | Título original                                                  | Fecha de emisión        | Espectadores | Share |
| ----------- | ---------------------------------------------------------------- | ----------------------- | ------------ | ----- |
| Temporada 2 |                                                                  |                         |              |       |
| 1           | «Programa 1 / Conoce a los ocho jóvenes de El Campamento»        | 7 de octubre de 2011    | 1 996 000    | 11,8% |
| 2           | «Programa 2 / Itxyar y Estefanía, a punto de llegar a las manos» | 14 de octubre de 2011   | 1 806 000    | 10,3% |
| 3           | «Programa 3 / Alberto confiesa a su padre que es homosexual»     | 21 de octubre de 2011   | 1 380 000    | 7,8%  |
| 4           | «Programa 4 / Shakira sorprende a Alberto y Xyca»                | 28 de octubre de 2011   | 1 314 000    | 7,3%  |
| 5           | «Programa 5 / Yeray abandona por problemas de salud»             | 4 de noviembre de 2011  | 1 643 000    | 8,6%  |
| 6           | «Programa 6 / Xyca se avergüenza de su amiga Itxyar»             | 11 de noviembre de 2011 | 1 362 000    | 7,4%  |
| 7           | «Programa 7 / Estefanía, primera graduada»                       | 18 de noviembre de 2011 | 1 073 000    | 5,7%  |

## Concursantes

### Primera temporada
- Paco (20 años): Después de que su madre le echara de casa por los frecuentes robos, su padre le acogió pero ahora ya está desesperado. Paco roba constantemente a su familia y miente cada vez que intentan rendir cuentas con él. No acepta la autoridad de su progenitor y asegura que las malas compañías son su perdición.

- Gloria (18 años): De familia acomodada, tiene serios problemas con el alcohol y es capaz de utilizar su cuerpo para poder beber a diario. Esconde las botellas por la casa para beber a escondidas. Acomplejada desde pequeña, le cuesta mucho relacionarse cuando está sobria. Vive con su padre que ya no sabe qué hacer para ayudarla.

- Jesús (19 años): Los delitos y el consumo de drogas han marcado su vida y ahora está en un callejón sin salida. Después de numerosos robos y atracos las citaciones judiciales le acosan. Odia a su padrastro a pesar de que se ha hecho cargo de él desde que era un bebé. No soporta que le impongan normas y provoca constantes peleas callejeras.

- Moraima (20 años): Hija única, problemática desde adolescente, desata su ira contra su madre a la que nunca respeta. Sufre arrebatos incontrolados de violencia y se ha visto envuelta en numerosas peleas callejeras que la han llevado incluso a tener problemas con la justicia. No duda en cometer delitos si así consigue lo que quiere.

- Patricia (20 años): Es la menor de tres hermanas, es caprichosa y desafiante. Desprecia, maltrata e insulta continuamente a sus padres que ya no saben qué hacer para reconducirla. Sus ataques de ira son habituales y destroza todo lo que se interpone en su camino. Intenta ser constantemente el centro de atención y si no lo consigue, pierde los nervios.

- Bernardo (20 años): Dedica cuatro horas diarias al cuidado de su cuerpo en el gimnasio y vive enganchado a Internet. Desprecia a sus padres, no soporta que se metan en su vida y sufre crisis violentas especialmente contra su padre. Detesta las normas y vive entre botes de proteínas y el ordenador sin colaborar en ninguna de las tareas de la casa.

- José Luis (19 años): Ha sido un adolescente muy problemático y la edad, lejos de solucionar el conflicto, lo ha acrecentado. Durante sus frecuentes ataques de ira es capaz de cualquier cosa. Intenta hacer el máximo daño posible a sus padres destrozando las cosas que más les importan. A pesar de todo esto, lo que más le duele es que no confíen en él.

- Lola (19 años): Está obsesionada por su físico, no sale de casa si no está maquillada y arreglada. Solo le preocupan las fiestas nocturnas y salir con los amigos. Odia a su hermana a la que agrede frecuentemente, en algunos casos con extrema violencia. Su familia reconoce que ella es la que siempre impone las normas de la casa.

### Segunda temporada
- Alberto (19 años): Con una gran necesidad de gritar que es gay para liberarse. Sin embargo, no es capaz y eso le ha llevado a vivir en una mentira los últimos cinco años.[2]

- Desy (19 años): Caprichosa y violenta, Desy reconoce que no puede salir de casa sin maquillarse. Su padre murió siendo ella una niña y su madre enferma le consentía todos sus caprichos. La llegada de José, el novio de su madre, a su casa, cambió su vida y provocó la ira de Desy que se volvió incontrolable y agresiva.

- Estefanía (19 años): A sus 19 años, Estefanía siente terror a quedarse sola. Abandonada cuando era un bebé, la joven no puede desprenderse del sentimiento de abandono. Los problemas en casa superan a su madre que no sabe cómo controlar el carácter irascible de su hija, que no para de recordara que no son sus padres. "Un día mi padre me dijo que era adoptada. Me sentía mal", dice la joven, que tiene en 'El campamento' su última oportunidad para cambiar su vida.

- Itxyar (18 años): Incapaz de controlarse, Itxyar es aficionada a las peleas callejeras. Cualquier motivo es bueno para enzarzarse en una bronca en plena calle, ya sea con hombres o con mujeres. Su casa siempre ha sido un infierno y los problemas de sus padres están detrás de la conducta de Itxyar. "Me influyó mucho la mala relación de mis padres", dice la joven, que llegó a protagonizar un episodio violento con su padre.

- Iván (19 años): Violento y agresivo, Iván nunca ha pedido perdón. Su relación con su madre está muy deteriorada ya que no la perdona que tuviera otra relación durante el tiempo que estuvo separada de su padre. Cada día, Iván la amenaza y la escupe para descargarse. Capaz de cualquier cosa, Iván recurre a la violencia con facilidad para resolver sus problemas y roba a sus padres para conseguir dinero.

- Manuel (19 años): A sus 19 años, Manuel se cree el mejor y no permite que nadie le lleve la contraria. Vive con su madre, a la no perdona por separarse de su padre y a la que considera culpable del divorcio. Sin oficio conocido, Manuel se busca la vida trapicheando con drogas. Su madre está desesperada y piensa en renunciar a su hijo en el juzgado para que su padre se haga cargo de él.

- Xyka (20 años): La infancia de Xyka fue difícil. Sin padre y con su madre en la cárcel, la joven dejó de confiar en la gente. A sus 20 años, se comunica a golpes y busca el respeto de la gente mediante la agresividad. Sus peleas la han llevado a un centro menores pero Xyka no aprende. Al regresar a su casa, la convivencia con su madre sigue siendo imposible.

- Yeray (18 años): Incontrolable, manipulador y mentiroso, a Yeray le da todo igual, incluso su madre, que ha tenido que irse a vivir con su hermana por miedo. La muerte de su padre en plena adolescencia marcó a Yeray, que cambió radicalmente y empezó a pasar el día en la calle con sus amigos y su novia.